# 大杉重男
大杉 重男（おおすぎ しげお、1965年4月21日 - ）は、日本の日本近代文学研究者、文芸評論家。東京都立大学大学院人文科学研究科文化関係論専攻教授。

## 来歴
東京都生まれ。京都大学文学部哲学科（社会学専攻）卒業。

### 1990年代
1993年、「『あらくれ』論」（『群像』1993年6月号所収）で第36回群像新人文学賞評論部門を受賞。同12月、『群像』に「形影と明滅―「最暗黒の東京」について」を発表。
1994年、東京都立大学大学院修士課程修了。
1995年、『早稲田文学〔第8次〕』3月号の「デュアル・クリティック」欄に「大正的言説の囲い」と題した、中島国彦『近代文学にみる感受性』評を寄稿。『群像』9月号に「帝国の縮図―徳田秋声の戦争」を発表。9月、『論樹』に「描写・写生文・美文―田山花袋「描写論」の盲目と明視」発表。
1996年、『早稲田文学〔第8次〕』8月号の「デュアル・クリティック」欄に「幽霊の特権」と題した、埴谷雄高『死霊第九章』評を寄稿。『図書新聞』10月19日号にて保坂和志『季節の記憶』を書評。保坂作品は「父権主義的」で「あまりに全体主義的な小宇宙」であるとして厳しく批判した。『群像』1996年10月号の企画「私の選ぶ戦後文学ベスト3」で埴谷雄高『死霊』、江藤淳『夏目漱石』、大江健三郎『政治少年死す』を選出。
1997年、東京都立大学大学院人文科学研究科博士課程（国文学専攻）退学。同年、『群像』3月号に「文学のふるさと再考―葛西善蔵論」発表。4月、『早稲田文学』に東浩紀、池田雄一、伊東貴之との座談会「思考の地盤沈下 なだれおちる九○年代批評をめぐって」が掲載される。『国文学 解釈と教材の研究』10月号の「特集 小説を読む、家族を考える―明治から平成まで」に「家族の仮死と再生―「仮装人物」(徳田秋声)」を発表。
1998年、『文學界』3月号に「古井由吉試論―日延べされた今をめぐって」を発表（現代作家論シリーズの第17回）。『国文学 解釈と教材の研究』5月号の「特集:谷崎潤一郎―いま、問い直す」に「「武州公秘話」―戦争を侮辱するということ」を発表。
1999年、『群像』1月号に「神経言語論―『シュレーバー回想録』を読む」発表。『現代詩手帖』6月号の「特集 手紙―メディア・近代・愛」に「密書・恋文・遺書―近代日本文学の起源と手紙」を寄稿。『週刊読書人』12月24日号にて絓秀実・渡部直己との鼎談「一九九九年の日本文学回顧「江藤淳の死と日本文学の死」」が掲載される。
東京都立大学講師、助教授、首都大学東京教授を経て現職。

### 2000年代
2000年、『群像』2月号に「自然主義の荘厳について―『仮装人物』論」発表。同誌3月号にて小島信夫との対談「日本文学の未来―漱石と秋聲を手がかりに」掲載。同誌7月号にて川村湊との対談「村上龍と村上春樹―この二十五年の文学空間」掲載。同誌11月号より「アンチ漱石―固有名批判」の連載を開始。同3月、『ユリイカ』「総特集 村上春樹を読む」に「1986『パン屋再襲撃』―春樹再襲撃」を寄稿。また、講談社のPR誌『本』5月号に「「トッポ」い思いつき」寄稿。『文學界』12月号に「古井由吉『聖耳』―眼で聴き、耳で見る」と題した書評を寄稿。
2001年、「重力」編集会議に加わり、『重力01』（2002年2月）および『重力02』（2003年4月）に参加（『重力03』には不参加を表明）。同年、『早稲田文学〔第9次〕』1月号に「知の不良債権」と題した文章を寄稿。その中で、「福田が現実にしているのはむしろ借金をしている人間にさらに借金をさせ多重債務に陥らせて、その過程でマージンを取ることであるように見える。それは不良債権を完全な破産まで導き、破産管財人として知そのものを放棄したたき売りにすることです。」と福田に批判的である。「知の不良債権」では柄谷行人や浅田彰も批判している。同年6月、『ユリイカ』「特集 小林秀雄」に「小林秀雄/浅田彰、またはモーツァルト、逝ってしまった日本狼(ヴォルフガング)としての」を寄稿。8月、『ユリイカ』「総特集 宮崎駿「千と千尋の神隠し」の世界」に「帝国のアニメ・アニメの帝国―『千と千尋の神隠し』についての幾つかの感想」を寄稿。また、『群像』10月号にて「アンチ漱石―固有名批判」の連載が完結。『文學界』12月号の「特集 柄谷行人著『トランスクリティーク』読解」に「啓蒙と洗脳の結婚」と題した文章を寄稿。
2003年1月、『ユリイカ』「特集 中国幻想綺譚」に「『十二国記』の政治学」を寄稿。12月には『論樹』に「「全くたゞの人間」としての読者―「彼岸過迄に就て」と夏目漱石における「読者」の「発見」」発表。同1月、『早稲田文学〔第9次〕』に「評論 たった今死産したばかりの大江小説の読者のために―『憂い顔の童子』に触発されて」発表。
2004年6月、『ユリイカ』「特集 鉄道と日本人」に「いつも、大塚駅で……」を寄稿。
2005年12月、『論樹』に「「道徳的インポテンツ」について―中野重治「五勺の酒」論」発表。
2006年12月、『論樹』に「ポピュリズムの行方」発表。
2007年9月、『ユリイカ』「特集 安彦良和」に「ガンダム・六八年革命・安彦良和」を寄稿。
2008年12月、『ユリイカ』「総特集 初音ミク」に「未クラシック、魅クラシック―「ボカロクラシカ」における「萌え」の構造」を寄稿。

### 2010年代
2010年4月、『ユリイカ』「特集 現代ピアニスト列伝」内の企画「アンケート 我が鐘愛のピアニスト」に回答を寄せている。12月、『論樹』に「『痴人の愛』を読む/書かせるナオミ」発表。
2011年5月、『ユリイカ』「特集 角田光代」に「対岸の八〇年代―角田光代論」を寄稿。12月には『論樹』に「時枝国語学の死角的起源：「父」のエクリチュールと「表字音声」としての日本語」発表。時枝誠記について論じた。
2012年12月、『論樹』に「柄谷行人『日本近代文学の起源』における盲目性の修辞学：漱石という盲点」発表。
2016年12月、『論樹』に「『文豪とアルケミスト』から読む徳田秋声」発表。
『WB』で「ハイブリッド・クリティック」を連載していた。
東京都立大学大学院人文科学研究科国文学専攻近代文学ゼミが編集している『論樹』、『ユリイカ』等でも執筆している。

## 単著
- 『小説家の起源──徳田秋聲論』（講談社、2000）
  - 第1章 畏怖と安易──『あらくれ』論（『群像』1993年6月号）
  - 第2章 帝国の縮図──徳田秋声の戦争（『群像』1995年9月号）
  - 第3章 小説家の起源（『群像』1997年12月号）
  - 第4章 自然主義の荘厳について──『仮装人物』論（『群像』2000年2月号）
- 『アンチ漱石──固有名批判』（講談社、2004）
- 『日本人の条件ーー東アジア的専制主義批判』（書肆子午線、2024）

## 共著
- 『皆殺し文芸批評──かくも厳かな文壇バトル・ロイヤル』（柄谷行人･絓秀実･清水良典･島弘之･富岡幸一郎･福田和也･東浩紀、四谷ラウンド、1998）

## 論文
- CiNii>大杉重男